# Nothopogon triangularis
Nothopogon triangularis là một loài ruồi trong họ Asilidae. Nothopogon triangularis được Artigas & Papavero & Pimentel miêu tả năm 1991. Loài này phân bố ở vùng Tân nhiệt đới.